# Barthélemy Faujas de Saint-Fond

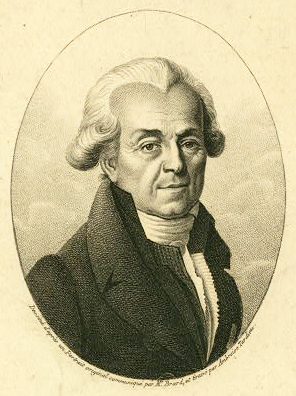
Barthélemy Faujas de Saint-Fond (1741-1819)

Barthélemy Faujas de Saint-Fond (ur. 17 maja 1741 w Montélimar, zm. 18 lipca 1819 tamże) – geolog i wulkanolog francuski. Profesor i administrator Muzeum Historii Naturalnej w Paryżu, od 1793 pierwszy tytularny kierownik katedry geologii w tej instytucji. Jeden z twórców francuskiej geologii.

## Życiorys
Po studiach prawniczych podjął w 1765 pracę jako przewodniczący urzędu seneszala (sędziego królewskiego) w Montélimar. Próbował również swoich sił w poezji. Zafrapowany jednak specyficznym krajobrazem regionów Vivarais (w którym mieszkał) i Velay, ok. 1770 rozpoczął systematyczne badania wygasłych wulkanów w tym regionie. W 1775 wziął udział w pierwszych systematycznych badaniach geologicznych Delfinatu, którymi kierował Étienne Guettard. Swymi pierwszymi opracowaniami z zakresu geologii zwrócił na siebie uwagę wybitnego francuskiego naturalisty Buffona, który w roku 1783 zaangażował go do badań występowania we Francji rud żelaza i wód mineralnych, a w 1785 doprowadził do nominowania go królewskim komisarzem do spraw górnictwa.
Faujas de Saint-Fond prowadził głównie badania geologiczne na terenie Francji, związane z działalnością wulkaniczną i jej produktami. Odkrył m.in. złoża rud żelaza w rejonie La Voulte-sur-Rhône w departamencie Ardèche, bazalty w rejonie Staffa oraz złoża pucolany w Velay w Owerni. Prowadził badania wielkich pokryw lawowych, zwanych trapami. To on jednoznacznie stwierdził, że bazalt jest wytworem działalności wulkanicznej. Poszukując rud metali odbył podróże naukowe po Anglii, Szkocji i Hebrydach. Wspierał także przedstawicieli innych dziedzin nauki, m.in. aerostatyki, inicjując zbiórkę funduszy na budowę pierwszych aerostatów. Pomagał szczególnie takim postaciom, jak Jacques Alexandre Charles, a następnie Étienne Montgolfier i Jean-François Pilâtre de Rozier.
Brał udział w opracowaniu Historii naturalnej Buffona, opracowując partie dotyczące geologii.
W 1842 mineralog Alexis Damour nazwał na jego cześć opisany przez siebie minerał zwany faujasytem.

## Wybrana bibliografia
- Mémoire sur des bois de cerfs fossiles (1776).
- Œuvres de Bernard Palissy, revues sur les exemplaires de la Bibliothèque du Roi (1777).
- Recherches sur la pouzzolane, sur la théorie de la chaux et sur la cause de la dureté du mortier (1778).
- Recherches sur les volcans éteints du Vivarais et du Velay (1778).
- Mémoire sur la manière de reconnaître les différentes espèces de pouzzolane (1780).
- Histoire naturelle de la province de Dauphiné (1781).
- Description des expériences de la machine aérostatique de MM. de Montgolfier et de celles auxquelles cette découverte a donné lieu, suivie de recherches sur la hauteur à laquelle est parvenu le ballon du Champ-de-Mars... (1783-1784).
- Des ballons aérostatiques, de la manière de la construire, de les faire élever: avec quelques vues pour les rendre utiles. On y joint l’histoire des ballons les plus singuliers, soit par la manière dont ils furent construits, soit par l'élévation où ils sont parvenus & leurs capacité (1784).
- Minéralogie des volcans, ou Description de toutes les substances produites ou rejetées par les feux souterrains (1784).
- Recherches sur l’art de voler, depuis la plus haute antiquité jusqu'à ce jour, pour servir de suite à la « Description des expériences aérostatiques » (1784).
- Essai sur l’histoire naturelle des roches de trapp (1788).
- Essai sur le goudron du charbon de terre (1790).
- Voyage en Angleterre, en Écosse et aux îles Hébrides, ayant pour objet les sciences, les arts, l’histoire naturelle et les mœurs (1797).
- Histoire naturelle de la montagne de Saint-Pierre de Maestricht (1798).
- Essai de géologie, ou Mémoires pour servir à l’histoire naturelle du globe (1803-1809).
- Mémoire sur une grosse dent de requin et sur un écusson fossile de tortue, trouvés dans les carrières des environs de Paris (1803).

## Źródła (dostęp: 2013-11-18)
- Nota biograficzna w
- Notka biograficzna w
- Nota biograficzna w